# Самоуправляющаяся колония
Самоуправляющаяся колония — колония с выборным правительством, в которой поселенцы могли принимать большинство решений не обращаясь к центральной власти Британской империи. В этом её отличие от коронной колонии, в которой британское правительство управляло и издавало законы через назначенного губернатора, часто с помощью назначенного Совета. В большинстве самоуправляющихся колоний было ответственное правительство.
Такие колонии обычно не имели власти в конституционных вопросах. Судебный комитет Тайного совета в Лондоне служил в них последней инстанцией для апелляции по вопросам права и правосудия.
Колонии иногда назывались «самоуправляющимися» в ситуациях, когда исполнительная власть находилась не под контролем имперского правительства или законодательного органа, избранного всеобщим голосованием, а местного олигархического государства. В таких случаях контроль осуществлялся элитой поселенцев.
Оставшиеся на конец XX века самоуправляющиеся британские колонии (например, Бермудские острова) или коронные (как Гонконг), были повторно обозначены как «британские зависимые территории» с 1983 года, а затем — британские заморские территории с 2002 года.

## История

### Северная Америка (1619—1949)
Термин «самоуправляющаяся колония» иногда использовался в отношении прямого правления коронной колонией исполнительным губернатором, избранным на условиях ограниченного права, например, в Массачусетсе между 1630 и 1684 годами.
Первыми местными законодательными органами, возникшими в английских колониях, были Палата бургомистров Виргинии (1619) и Палата Собрания Бермудских островов (1620), первоначально входившая в состав Виргинии. Парламент Бермудских островов, который в настоящее время также включает Сенат, является третьим по старшинству в Содружестве наций, после Тинвальда и Вестминстера (в настоящее время парламент Соединенного Королевства). Из этих трех стран только Бермудские острова постоянно принимали законы, а лагерь роялистов сохранял контроль над архипелагом во времена Содружества Англии и Протектората.
Однако в современном понимании этого термина первой самоуправляющейся колонией обычно считается провинция Канады, в 1841 году; колония получила ответственное правительство в 1849 году. В период с 1848 по 1855 год все колонии британской Северной Америки стали самоуправляемыми, за исключением колонии на острове Ванкувер. Новая Шотландия была первой колонией, добившейся ответственного правительства в январе — феврале 1848 года благодаря усилиям Джозефа Хау, а позже в том же году последовала провинция Канада. За ними последовали Остров Принца Эдуарда в 1851 году, Нью-Брансуик и Ньюфаундленд в 1855 году под руководством Филипа Литтла. Канадские колонии были объединены в доминион в 1867 году, за исключением Ньюфаундленда, который оставался отдельной самоуправляющейся колонией, затем стал отдельным доминионом в 1907—1934 годах, вернулся в коронную колонию в 1934 году и присоединился к Канаде в 1949 году. Однако термин «самоуправляющаяся колония» не так широко используется канадскими конституционными экспертами.

### Австралазия (1852—1907)
В Австралазии термин самоуправляющаяся колония широко используется историками и конституционными юристами в отношении политического устройства семи британских колоний поселенцев в Австралазии — Нового Южного Уэльса, Новой Зеландии, Квинсленда, Южной Австралии, (Земля Ван-Димена) Тасмании, Виктории и Западной Австралии — между 1852 и 1901 годами, когда шесть австралийских колоний согласились на федерацию и стали Доминионом. Новая Зеландия оставалась отдельной колонией до 1907 года, когда она тоже стала доминионом.

### Южная Африка (1852—1980)
В Южной Африке, Капская колония получила представительное правительство в 1852 году, а затем ответственное правительство в 1872 году. Колония Наталь стала самоуправляющимся в 1893 году, Трансвааль — в 1906 году и Оранжевое Свободное Государство — в 1908 году. В 1910 году эти четыре колонии были объединены в единый доминион — Южно-Африканский Союз. Южная Родезия (позже Зимбабве) стала самоуправляющейся колонией в 1923 году.

### Европа (1921—1964)
Мальта также была самоуправляющейся колонией с 1921 по 1933, с 1947 по 1958 год и с 1962 года до обретения независимости двумя годами позже.

### Доминионы/Королевства Содружества
Самыми известными примерами самоуправляющихся колоний являются доминионы, существовавшие в середине-конце 19-го и начале 20-го века. В доминионах, до принятия Вестминстерского статута в 1931 году, генерал-губернатор, официально представлявший монарха, был де-факто рукой британского правительства.
После принятия Вестминстерского статута доминионы перестали считаться колониями, хотя многие колонии, не имевшие статуса доминионов, имели самоуправление. Однако после этого доминионы были в значительной степени свободны действовать в вопросах обороны и иностранных дел, если они того пожелали, и «Доминион» постепенно приобрел новое значение: государство, которое было независимым от Британии, но принимало британского монарха в качестве официального главы государства. С тех пор термин «Доминион» в значительной степени вышел из употребления и был заменен термином королевство Содружества.

### Новое время (1981 — настоящее время)
В 1981 году в соответствии с Законом о британском гражданстве 1981 года, отражающим изменение статуса в сторону автономного самоуправления (и лишения колоний прав на жительство и работу в Соединенном Королевстве), самоуправляющиеся колонии и коронные колонии были переименованы в «Британские зависимые территории». Эта терминология вызвала оскорбление как лоялистов, так и националистов на этих территориях и была изменена в 2002 году посредством Закона о британских заморских территориях 2002 года на Британские заморские территории.